# La Vie platinée
La Vie platinée est un film franco-ivoirien de Claude Cadiou sorti en 1987.
Ce film a fait connaître Mamady Keïta, percussionniste guinéen.

## Fiche technique
- Réalisation : Claude Cadiou
- Scénario : Patrick Du Corail, Souleymane Koly
- Musique : François Bréant
- Image : Manuel Teran
- Montage : Marie-Thérèse Boiché

## Distribution
- Nadia Do Sacramento
- Pierre Gondo
- Souleymane Koly
- Alseny Kouyate (Seyni & yeliba)